# Estibiotantalita
L'estibiotantalita és un mineral de la classe dels òxids que pertany al grup de la cervantita. Rep el seu nom en al·lusió al seu contingut d'antimoni (stibio-) i la seva similitud amb la tantalita.

## Característiques
L'estibiotantalita és un òxid de fórmula química Sb3TaO₄. Cristal·litza en el sistema ortoròmbic. Els cristalls són prismàtics, allargats al llarg de [010], aplanats paral·lelament a [001], poden ser equants, de fins a 12 cm; les cares {001} i {101} són estriades paral·lelament a [010]. La seva duresa a l'escala de Mohs és 5,5. Forma una sèrie de solució sòlida amb l'estibiocolumbita.
Segons la classificació de Nickel-Strunz, la estibiotantalita pertany a «04.De: Òxids i hidròxids amb proporció Metall:Oxigen = 1:2 i similars amb cations de mida mitjana; amb diversos poliedres» juntament amb els següents minerals: downeyita, koragoïta, koechlinita, russel·lita, tungstibita, tel·lurita, paratel·lurita, bismutotantalita, bismutocolumbita, cervantita, estibiocolumbita, clinocervantita i baddeleyita.

## Formació i jaciments
La estibiotantalita és un mineral accessori poc freqüent que apareix en pegmatites complexes de granit. Va ser descoberta al camp d'estany Greenbushes, a la comarca de Bridgetown-Greenbushes (Austràlia Occidental, Austràlia). També ha estat descrita a l'Afganistan, Austràlia, el Brasil, el Canadà, Egipte, Eslovàquia, els Estats Units, Itàlia, el Japó, el Madagascar, Moçambic, Myanmar, Nepal, el Pakistan, Polònia, la República Txeca, Rússia, Sri Lanka, Suècia, la Xina i Zimbàbue.
Sol trobar-se associada a altres minerals com: tantalita, antimoni natiu, microlita, estibiomicrolita, litiofilita, beril alcalí, cassiterita i columbita.